# Četena Ravan
Četena Ravan este o localitate din comuna Gorenja vas - Poljane, Slovenia, cu o populație de 36 de locuitori.